# 아틀라스 발전소
아틀라스 발전소 또는 아틀라스 에네르지 이스켄데룬 발전소(튀르키예어: Atlas Enerji İskenderun Termik Santrali)는 터키 하타이주 이스켄데룬에 위치한 연간 1200 메가와트의 발전 용량을 갖춘 석탄 화력 발전소이다.  이 발전소는 수입 및 국내 석탄을 활용하며 발전 용량료를 수령하고 있다. 건설 자금은 Garanti Bank, Akbank 및 Işbank에서 지원했다. 이 발전소의 소유주인 Diller은 글로벌 석탄 철수 목록에 포함되어 있다.
2057년 운영 허가 종료시가 아닌 2030년에 발전소를 폐쇄한다면, 5000명 이상의 조기 사망을 방지할 것으로 추정된다.